# Campionat britànic de motocròs 1973
La temporada de 1973 del Campionat britànic de motocròs fou la 22a edició d'aquest campionat, organitzat per l'ACU. Aquell any s'introduí una nova cilindrada al campionat, 125cc, amb la qual cosa des d'aleshores es proclamaven tres campions britànics: 500, 250 i 125cc.

## Classificació final

### 500cc
| Posició | Pilot         | Motocicleta | Punts |
| ------- | ------------- | ----------- | ----- |
| 1       | John Banks    | Cheney BSA  | 60    |
| 2       | Bryan Wade    | Husqvarna   | 28    |
| 3       | Vic Eastwood  | Maico       | 27    |
| 4       | Bob Wright    | CCM         | 20    |
| 5       | Andy Roberton | Husqvarna   | 20    |
| 6       | Jim Aird      | CCM         | 16    |
| 7       | Malcolm Davis | Bultaco     | 15    |
| 8       | Roger Harvey  | Husqvarna   | 11    |
| 9       | Ivan Miller   | Husqvarna   | 10    |
| 10      | Norman Barrow | CCM         | 9     |

### 250cc
| Posició | Pilot         | Motocicleta | Punts |
| ------- | ------------- | ----------- | ----- |
| 1       | Malcolm Davis | Bultaco     | 61    |
| 2       | Andy Roberton | Husqvarna   | 53    |
| 3       | Vic Allan     | Bultaco     | 46    |
| 4       | Bryan Wade    | Husqvarna   | 20    |
| 5       | Jim Aird      | Maico       | 16    |
| 6       | Ivan Miller   | Husqvarna   | 14    |
| 7       | Rob Taylor    | Maico       | 9     |
| 8       | Bob Wright    | CCM         | 6     |
| 9       | Alan Clarke   | Husqvarna   | 5     |
| 10      | Terry Dyer    | Suzuki      | 4     |

### 125cc
| Posició | Pilot         | Motocicleta | Punts |
| ------- | ------------- | ----------- | ----- |
| 1       | Bryan Wade    | Husqvarna   | 67    |
| 2       | Malcolm Davis | Bultaco     | 59    |
| 3       | Roger Harvey  | Yamaha      | 21    |
| 4       | Vic Allan     | Bultaco     | 17    |
| 5       | Ivan Miller   | Husqvarna   | 16    |
| 6       | Graham Noyce  | Rickman     | 12    |
| 7       | Dick Clayton  | Husqvarna   | 11    |
| 8       | Lewis Delve   | Husqvarna   | 11    |
| 9       | Dave Bickers  | ČZ          | 5     |
| 10      | Rob Donaldson | Rickman     | 5     |